# Clupeosoma brevicans
Clupeosoma brevicans là một loài bướm đêm trong họ Crambidae.